# Palais du Peuple (Alger)
Pour les articles homonymes, voir Palais du Peuple.
Le Palais du Peuple, anciennement le Palais d'été du gouverneur, est un palais de l'époque de la régence d'Alger. Résidence du gouverneur général de l'Algérie coloniale, il est le siège du gouvernement à l'indépendance. Il est situé au milieu d'un parc, à 110 mètres d'altitude, dans le quartier Mustapha Supérieur de la commune de Sidi M'Hamed.

## Histoire
Il n'y a pas de date précise de sa construction, mais elle est estimée entre 1789 et 1798. Le palais était la résidence de campagne de Mustapha Khodja el Kheil, un ministre du dey. À l'origine, c'était une villa de construction simple avec des jardins.
En 1830, le palais est occupé par les troupes françaises, il sert de caserne ; et vers 1865, il devient le siège du gouvernement. Des travaux d'agrandissement sont entrepris à partir de 1846.
À l'indépendance de l'Algérie, Ahmed Ben Bella, premier président algérien y installe son gouvernement, habitant en face à la villa Joly. Lorsqu'il est renversé par le coup d'État de 1965 de Houari Boumédiène, ce dernier s'installe à El Mouradia.